# Mohammed Akbar
Mohammed Harris Akbar (Bradford, 9 de diciembre de 1998) es un deportista británico que compite por Inglaterra en boxeo. Ganó una medalla de oro en el Campeonato Europeo de Boxeo Aficionado de 2022, en el peso semimedio.

## Palmarés internacional
| Representando a Inglaterra |                  |                |           |
| Campeonato Europeo         |                  |                |           |
| Año                        | Lugar            | Medalla        | Categoría |
| 2022                       | Ereván (Armenia) | Medalla de oro | 71 kg     |